# So Kon Po

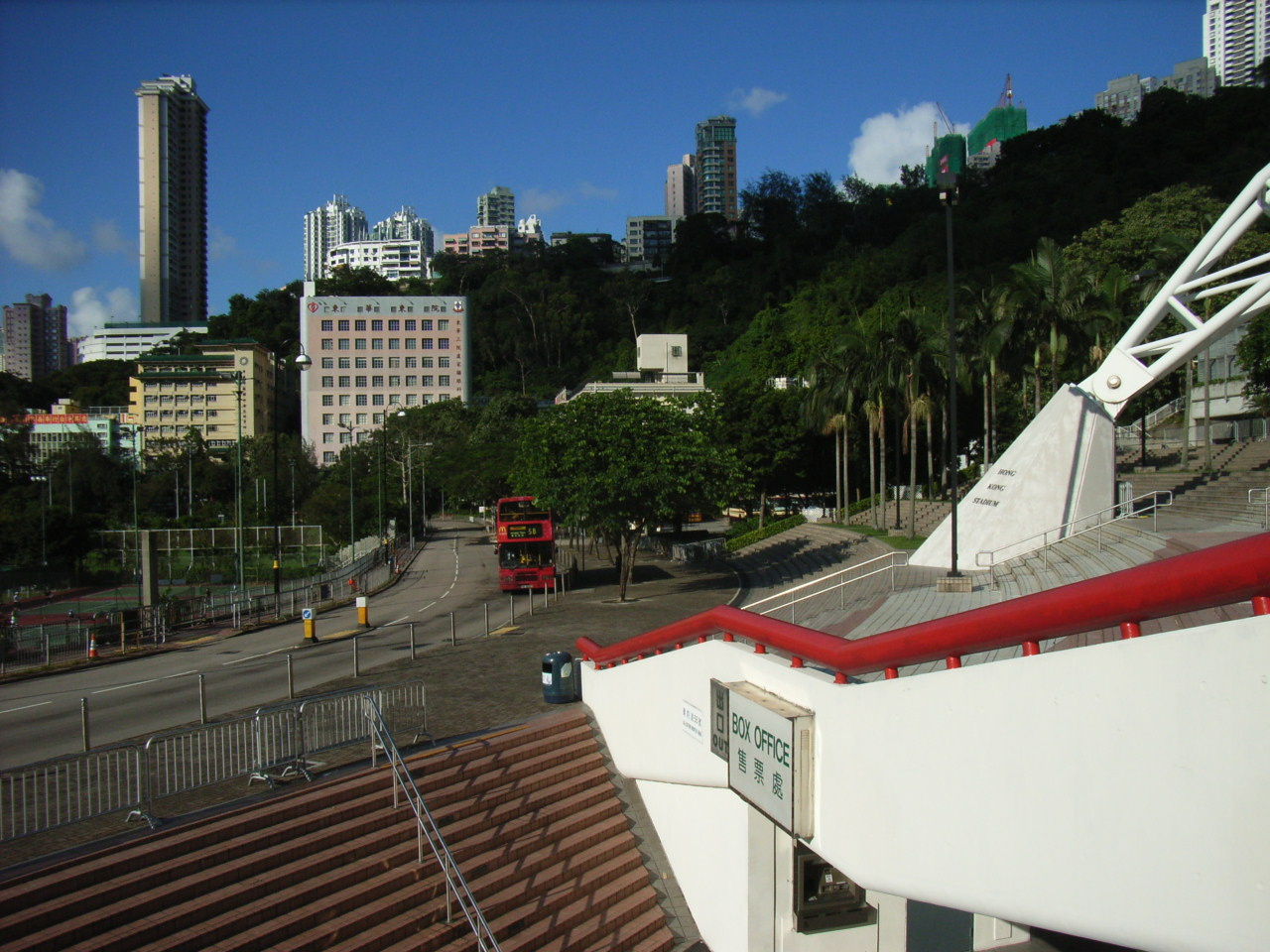
Entrada do Estádio de Hong Kong, localizado em So Kon Po.

So Kon Po (em chinês: 掃桿埔) é uma área da Ilha de Hong Kong localizada no sul da Causeway Bay e da Victoria Park. Faz fronteira com o Jardine's Lookout e com Caroline Hill.
Em seu território está localizado o Estádio Hong Kong, a Casa Olímpica de Hong Kong e o Tung Wah Eastern Hospital.